# Fonte de espalação de neutrões
A Fonte de Espalação de Neutrões (o acrónimo em inglês, SNS, será utilizado doravante neste artigo) é uma fonte de neutrões por aceleração, em construção em Oak Ridge (Tennessee), nos Estados Unidos, pelo Departamento de Energia dos EUA. A SNS está a ser desenhada e construída por uma parceria de seis Laboratórios Nacionais do referido Departamento: Argonne, Lawrence Berkeley, Brookhaven, Jefferson, Laboratório Nacional Los Alamos, e Oak Ridge.
O edifício principal foi completado em 2006 dentro dos objectivos financeiros e temporais. A SNS operará como uma instalação orientada para os utilizadores, onde investigadores de todo o planeta poderão estudar a ciência de materiais, a qual é a base para novas tecnologias em energia, telecomunicações, transportes, tecnologias de informação, biotecnologia, e saúde. A SNS é administrada pelo Laboratório Nacional de Oak Ridge o qual, por sua vez, está inserido no DOE.
O alvo da SNS acomodará até 24 instrumentos de feixes de neutrões. Actualmente, 17 das posições dos feixes estão já atribuídas e irão incluir difractómetros, espectrómetros, e reflectómetros, todos eles de nível mundial e desenhados específicamente para as capacidades únicas da SNS. Uma linha de feixe será dedicada ao estudo da física fundamental do neutrão. Cada instrumento está optimizado para um campo particular da Ciência. No total, os instrumentos suportarão uma larga variedade de pesquisa na estrutura e dinâmica de materiais a níveis atómico e molecular. O uso dos instrumentos variará desde tópicos com grande aplicação prática, tais como o estudo de tensões em pontos de soldagem, até ao estudo de fenómenos magnéticos em materiais em lâminas, até experiências na funcionalidade de materiais biológicos. Os primeiros três instrumentos tornar-se-ão operacionais em 2006, sendo os restantes completados a um ritmo de um a quatro por ano até, pelo menos, 2011.

## O que éespalação?
Quando um protão de alta energia atinge um núcleo atómico pesado, alguns neutrões são espalados ("despedaçados"), ou seja, arrancados do átomo, numa reacção nuclear denominada de espalação. Outros neutrões são "evaporados" à medida que o núcleo bombardeado aumenta de temperatura. Por cada protão a atingir o núcleo, 20 a 30 neutrões são expelidos. A dispersão de neutrões é usada em várias disciplinas científicas no estudo da configuração, movimento e interacção de átomos em materiais. É importante porque fornece informação valiosa que não pode, frequentemente, ser obtida mediante o uso de outras técnicas, tais como espectroscopia óptica, microscopia electrónica, e difracção de raios X. Os cientistas necessitam de todas estas técnicas para obter o máximo de informação acerca dos materiais.